# Аккули
Аккули́ (каз. Аққулы) — село, центр Аккулинського району Павлодарської області Казахстану. Адміністративний центр та єдиний населений пункт Аккулинського сільського округу.
Населення — 3014 осіб (2021; 2940 у 2009, 3605 у 1999, 4314 у 1989).
Національний склад станом на 1989 рік:
- казахи — 64 %
- росіяни — 23 %

До 1996 року село називалось Леб'яже, до 2018 року — Акку.

## Персоналії
- Іванов Всеволод В'ячеславович (1895—1963) — російський письменник, сценарист.